# Seneca és Pál levelezése
Seneca és Pál levelezése alatt egy újszövetségi apokrif iratot értenek, mely Lucius Annaeus Seneca római filozófus és Pál apostol állítólagos levelezését tartalmazza. A mű 8 Senecától való, és 6 Páltól való levelet tartalmaz. A levelekben Seneca méltányolja Pál tanításait, de kifogásolja azok formáját; emellett beszámol az apostolnak arról, hogy Nero római császár tetszéssel fogadta Pál tanításait.
Seneca beszámol a 64-es római tűzvészről, felháborodva azon, hogy a császár által előidézett esemény miatt a keresztényeket vonták felelősségre.
A művet többen nem fogadják el hitelesnek, és keletkezési idejét az 1. századról a 3. század végére teszik.